# Little Guido
Pour les articles homonymes, voir Maritato.
James Maritato (né le 12 mars 1972 dans le Queens) est un catcheur américain connu sous les noms de ring de Little Guido ou de Nunzio. Il est principalement connu pour son travail à l'Eastern Championship Wrestling / Extreme Championship Wrestling (ECW) de 1992 à 2001 où il remporte à deux reprises le championnat du monde par équipes de l'ECW avec Tracy Smothers puis avec Tony Mamaluke. En 2001, l'ECW se déclare en banqueroute et il rejoint la World Wrestling Federation / World Wrestling Entertainment (WWF puis WWE à partir de 2002). Il ajoute deux championnat poids lourd légers de la WWE à son palmarès. Son contrat de catcheur avec la WWE prend fin en 2008 mais la WWE le garde comme arbitre jusqu'en 2011. Depuis, Maritato travaille dans diverses fédération de catch en Amérique du Nord.

## Jeunesse
James Maritato fait partie de l'équipe de football américain du Nanuet Senior High School au poste de halfback invaincue durant la saison 1989 et fait aussi partie de l'équipe de lutte,.

## Carrière de catcheur

### Débuts en Amérique du Nord etUnion of Wrestling Forces International(1991-1995)
James Maritato s'entraîne pour devenir catcheur d'abord dans le Nord Est des États-Unis puis dans le Tennessee auprès de Billy Robinson (en), Lou Thesz et Danny Hodge. Il fait son premier combat de catch en septembre 1991 et lutte alors sous le nom de Damien Stone,. En 1995, il reçoit un coup de téléphone où on lui propose de lutter au Japon à l'Union of Wrestling Forces International (en) (UWFI). Il y passe de très mauvais moment, on lui demande notamment de courir jusqu'à l'épuisement avant d'encaisser des prises de soumission pendant une semaine. Il y est un jobber jusqu'à la fermeture de l'UWFI l'année suivante. 

### Eastern Championship Wrestling / Extreme Championship Wrestling(1992-2001)
James Maritato commence à travailler pour l'Eastern Championship Wrestling (ECW) dès ses débuts en 1992 sous le nom de Damien Stone. Il fait sa première apparition télévisé le 22 mars 1994 dans Hardcore TV où il fait équipe avec Chris Ford et ensemble ils perdent face à The Bruise Brothers (en) (Don et Ron Harris).
Après la fermeture de l'UWFI, Maritato retourne à l'ECW grâce aux recommandations de Tazz et de Tommy Dreamer auprès de Paul Heyman.

### World Wrestling Entertainment (2002-2008)

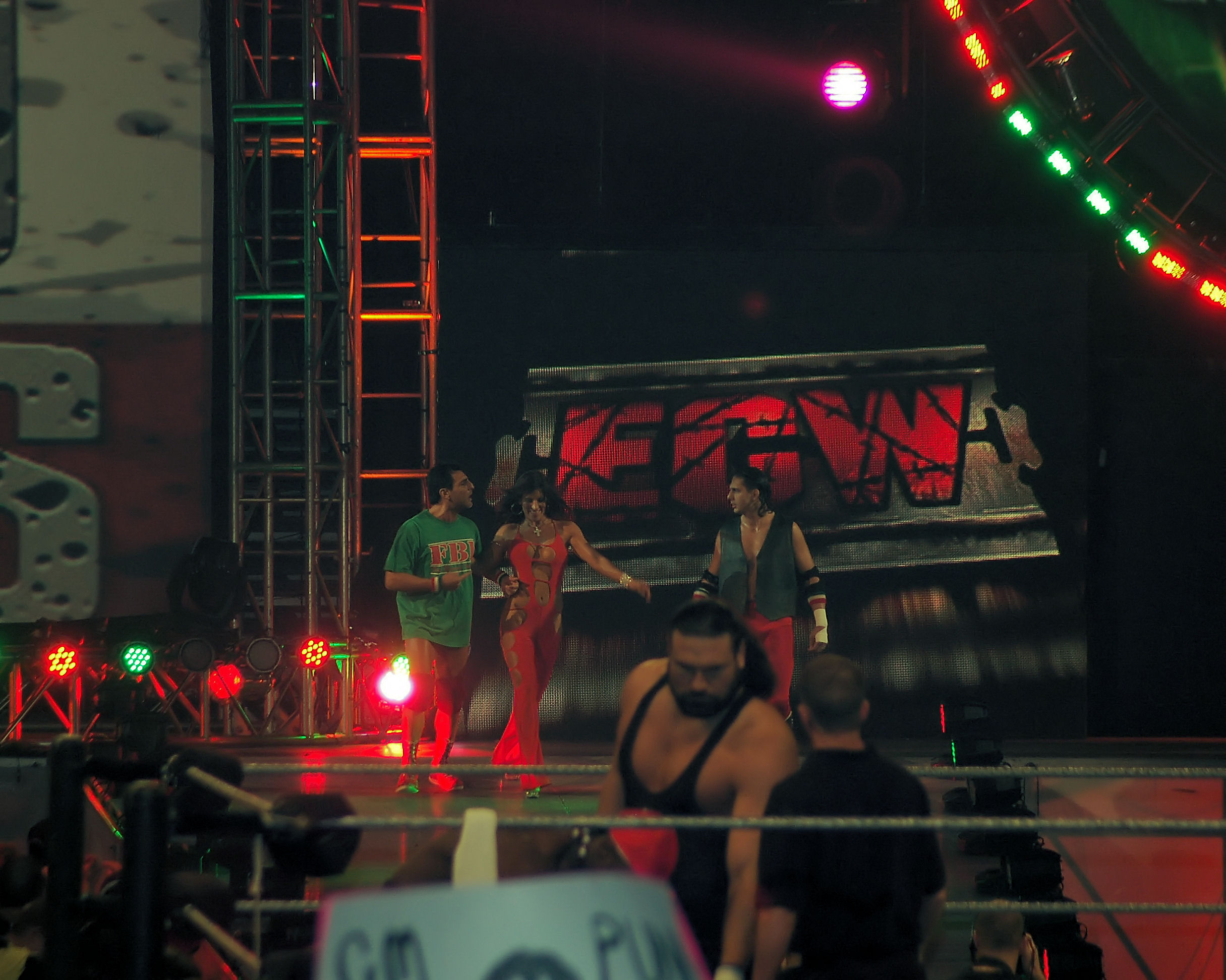
James Maritato et Tony Mamaluke à la ECW en 2005.

Après la fermeture de la ECW, Maritato catche sur le circuit indépendant près de New York ; il continue de faire équipe avec Tony Mamaluke. Il a aussi catché un peu pour la Ring of Honor avant de signer avec la World Wrestling Entertainment en 2002.
À SmackDown!, il gagnera 2 fois le titre cruiserweight.
Au Royal Rumble 2004, il tire le numéro 23 mais rentrera en même temps que John Cena car il avait subi une Socko Claw de Mick Foley. Il se fera éliminer par Bill Goldberg.

### Circuit indépendant
Le 8 août 2008, on annonce que Nunzio quitte la World Wrestling Entertainment. Depuis, il combat dans des circuits indépendants notamment à la New Japan Pro Wrestling. Il se fait appeler maintenant par son vrai nom (James Maritato) sur le circuit indépendant.

### Retour éclair à la WWE et départ (2011)
Il retourne à la WWE lors d'Over The Limit en tant qu'arbitre du match Brie Bella contre Kelly Kelly. (II joue son rôle d'arbitre pendant la plupart du temps dans l'année à RAW et à SmackDown )

### Second retour à la WWE (2012- )
Nunzio reviendrais à la WWE d'ici le mois de septembre plus en tant que catcheur mais celui d'arbitre, info diffusé sur Infolutte.net mais pas encore confirmé par l’intéressé lui-même, cela reste donc une des nombreuses affaires à suivre.

### Indépendant
Lors de HRT Banned In The USA, il perd contre Kid Kash lors du premier tour du tournoi pour le HRT Heavyweight Championship.

## Palmarès
- Chaotic Wrestling
  - 1 fois CW Tag Team Championship (avec Luis Ortiz)
- East Cost Pro Wrestling
  - 1 fois ECPW Light Heavyweight Championship
  - ECPW Hall Of Fame (2009)
- Extreme Championship Wrestling
  - 2 fois ECW World Tag Team Championship (avec Tony Mamaluke (1) et avec Tracy Smothers (1))
- Impact Championship Wrestling
  - 1 fois ICW Hip Swivel Towel Championship
- Jersey All Pro Wrestling
  - 1 fois JAPW Tag Team Championship (avec Tracy Smothers)
- USA Pro Wrestling
  - 1fois USA Pro United States Championship
  - 2 fois USA Pro Tag Team Championship (avec Rahul Kay (1) et avec Kid Kruel (1))

- World Wrestling Entertainment
  - 2 fois WWE Cruiserweight Championship